# Сукова, Татьяна Викторовна
Татьяна Викторовна Сукова (4 июля 1899, Феодосия, Российская империя — 20 февраля 1968, Ленинградская область, РСФСР, СССР) — советская актриса театра и кино, режиссёр. Заслуженная артистка Таджикской ССР (1944), заслуженный деятель искусств РСФСР (1960).

## Биография
Родилась 4 июля 1899 года в Феодосии в семье отца Виктора, заслуженного профессора, который являлся патофизиологом и начальником Императорской Военно-медицинской академии, а также матери Надежды, которая являлась врачом.
В 1912 году обучалась в Константиновской гимназии при Императорском женском педагогическом институте в Санкт-Петербурге, которую в 1917 году окончила с золотой медалью. После, поступила на юридический факультет Высших женских курсов, после чего, спустя год, перешла обучаться в Петроградский университет, но в связи с материальными затруднениями, так и не смогла его окончить.
В 1921 году поступила в Школу русской драмы при Петроградском государственном академическом драматическом театре (ранее – Александринский театр), где училась  и получала знания актёрского мастерства у таких артистов, как Е. П. Карпова, В. Н. Давыдова, Л. С. Вивьен.
Играла в различных театрах, снималась в кино. В 1946 году руководила театральной студией Выборгского дома культуры (позже – Народный театр), в котором осуществила множество постановок.
Скончалась 20 февраля 1968 года на 69-м году жизни в Ленинградской области. Похоронена на Токсовском кладбище.

## Звания и награды
- Заслуженная артистка Таджикской ССР (1944)[1].
- Заслуженный деятель искусств РСФСР (1960)[1].

## Творчество

### Фильмография[1]
- 1932 — Женщина — Петрович, председатель колхоза
- 1938 — Выборгская сторона — баба, штурмующая совет
- 1939 — Доктор Калюжный — Анна Ивановна, секретарь райкома
- 1939 — Станица Дальняя — Прыська, колхозница
- 1939 — Член правительства — колхозница
- 1941 — БКС № 2. У старой няни — тётя Паша, няня
- 1956 — Девочка и крокодил — бабушка Мити
- 1956 — Драматургия Островского — Кабаниха в «Грозе»
- 1959 — В твоих руках жизнь — грозная бабка

### Театральные работы

#### Александринский театр[2]
- «Маскарад», 1919 (Массовые сцены (1925 - 1926 гг.))
- «Царь Фёдор Иоаннович», 1921 (Бояре, боярыни, сенные девушки, дьяки, торговые люди, посадские, стрельцы, слуги, нищие и народ)
- «Эуген Несчастный», 1923 (Хозяйка трактира)
- «Общество почетных звонарей», 1925 (Массовые сцены (1925 - 1926 гг.))
- «Иван Козырь и Татьяна Русских», 1925 (Мумка)
- «Общество почетных звонарей», 1925 (Миссис Аунти)
- «Пугачёвщина», 1926 (1-я гостья)
- «Пугачёвщина», 1926 (1-я баба)
- «Ревизор», 1927 (Марья Антоновна, дочь городничего)
- «Шахтер» («Голос недр»), 1928 (Сестра милосердия)
- «Соломенная шляпка», 1928 (Элиза)
- «Мятеж», 1928 (Валя Кравчинская, жена Винчецкого)
- «Высоты», 1929 (Ольга)
- «Бурелом», 1929 (Соня)
- «Ярость», 1930 (Федосевна)
- «Командарм - 2», 1930 (Красноармейцы и бойцы)
- «Диктатура», 1930 (Настя)
- «Чудак», 1930 (Анна Лукинишна Трощина, предзавкома)
- «Страх», 1931 (Клавдия Васильевна Спасова (Клара), партийный работник)
- «Светите, звезды», 1931 (Гриценко)
- «Девушки нашей страны», 1933 (Мотя)
- «Мятеж», 1933 (Валя Кравчинская, жена Винчецкого)